# Calophyllum neoebudicum
Calophyllum neoebudicum là một loài thực vật có hoa trong họ Calophyllaceae. Loài này được Guillaumin mô tả khoa học đầu tiên năm 1931.